# Chariot (jeu vidéo)
Pour les articles homonymes, voir Chariot (homonymie).
Chariot est un jeu vidéo de plates-formes en deux dimensions, mélangeant certains aspects de puzzle et d'exercices de logique édité sous Apple TV, Microsoft Windows, PlayStation 4, Nintendo Switch, Wii U, et Xbox One.
La version pour PlayStation 4 est disponible depuis le 30 septembre 2014 alors que celle pour Xbox One l'est depuis le 1er octobre par le truchement du Xbox Live et la version Wii U est disponible sur le Nintendo eShop depuis le 8 janvier 2015. En 2016, Chariot sort sur Apple TV avant d'être réédité par Microïds en version augmentée sous le titre Super Chariot pour la Nintendo Switch en mai 2018.

## Système de jeu
Les mécaniques de Chariot reposent essentiellement sur la physique. Le joueur doit guider le cercueil du roi de plateforme en plateforme, en le tirant, en le poussant, ou en lui donnant de l'élan pour le balancer. Le mode coopératif exploite également ces mécaniques, notamment en amenant les joueurs à réfléchir à la façon de mouvoir les personnages de façon stratégique.  

## Trame
Après la mort du roi, la princesse et son compagnon doivent tirer un chariot transportant sa dépouille à travers les galeries des catacombes.

## Développement
Le jeu est conçu par le studio québécois Frima Studio.

## Accueil
La version pour la Wii U est mise en démonstration au kiosque Nintendo du festival IndieCade qui se tient du 9 au 12 octobre 2014 à Culver City en Californie.
Steve Bowling du blog de Kotaku apprécie particulièrement l'aspect coopératif local du jeu, notant au passage que « [Chariot] se réserve un bouton seulement pour exécuter un high five. Nul besoin d'avoir d'autres raisons que celle-ci pour se convaincre d'acheter le jeu ».
Canard PC attribue au jeu la note de 6/10.